# Bomolocha verticalis
Bomolocha verticalis là một loài bướm đêm trong họ Noctuidae.